# Platypus cylindrus
Platypus cylindrus é uma espécie de insetos coleópteros polífagos pertencente à família Curculionidae.
A autoridade científica da espécie é Fabricius, tendo sido descrita no ano de 1792.
Trata-se de uma espécie presente no território português. Constitui uma praga biológica muito relevante em termos económicos pelos prejuízos provocados na produção de cortiça pela sua ação de criação de galerias no tronco do sobreiro que acabam por cortar a circulação da seiva e conduzindo ao rápido definhamento e morte desta árvore.